# Liminalité du genre en Polynésie

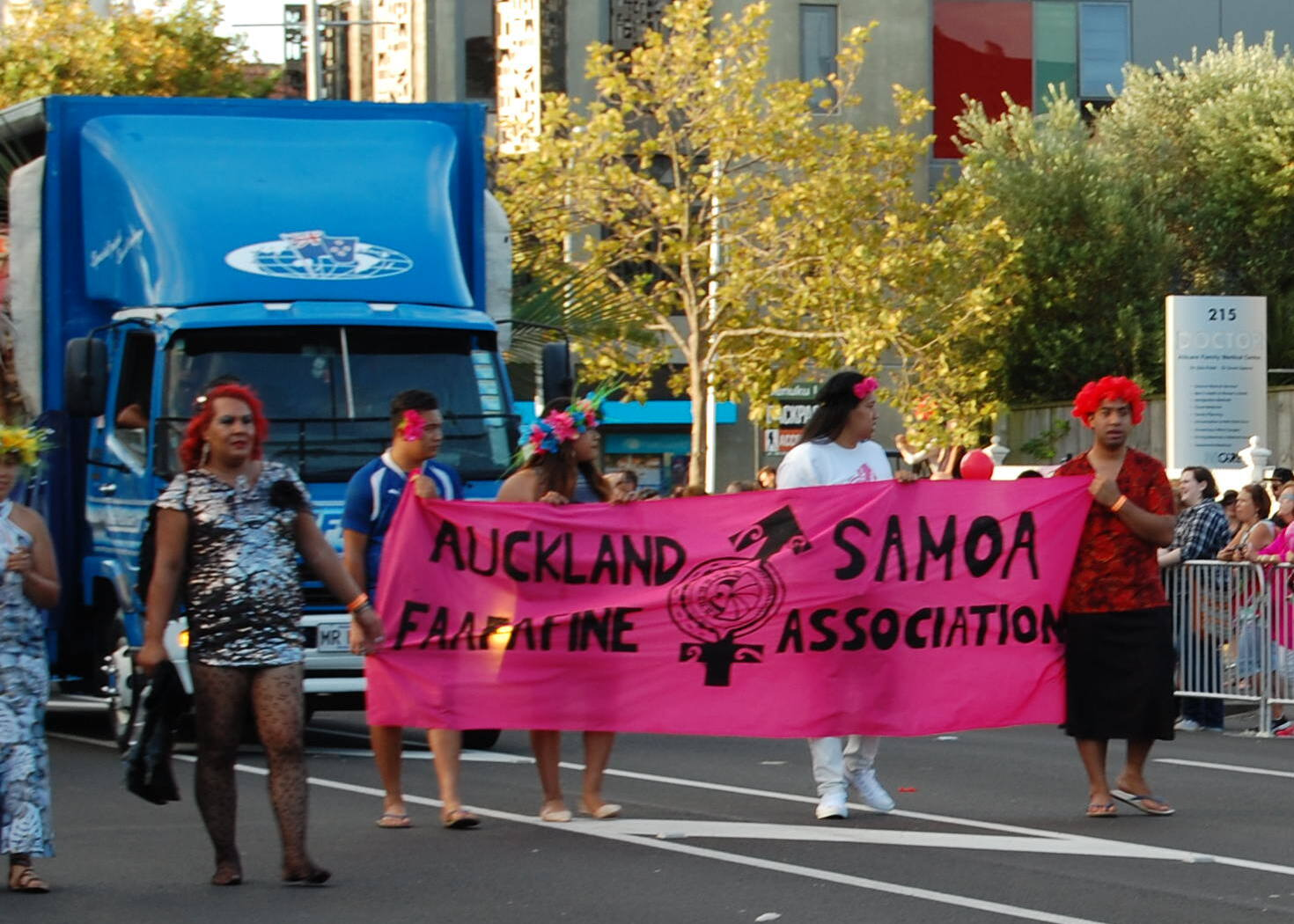
Des fa'afafine samoanes défilent lors de la Pride d'Auckland en 2016.

La liminalité du genre en Polynésie correspond aux identités de genre des personnes assignées homme à la naissance qui prennent une expression et/ou un rôle de genre féminin dans les sociétés polynésiennes. Cette réalité sociale et culturelle se retrouve dans de nombreuses îles : 'akava'ine aux îles Cook, binabinaaine aux Kiribati et aux Tuvalu, fa'afafine aux Samoa, fakafifine à Niue, fakafefine ou fakaleiti aux Tonga, fakafafine à Wallis-et-Futuna et en Nouvelle-Calédonie, fa'afafine ou fakafāfine aux Tokelau, rae rae et mahu en Polynésie française et Hawaï, whakawahine chez les Maoris de Nouvelle-Zélande. Aux Fidji (archipel en dehors de la Polynésie), on trouve également un troisième genre similaire, les vakasalewalewa. D'abord qualifiées d'hommes efféminés ou relevant d'un troisième genre, ces personnes sont aujourd'hui décrites comme relevant de la transidentité ou de la liminalité du genre (c'est-à-dire dans une position d'entre-deux genres).

## Terminologie

### Terminologie polynésienne

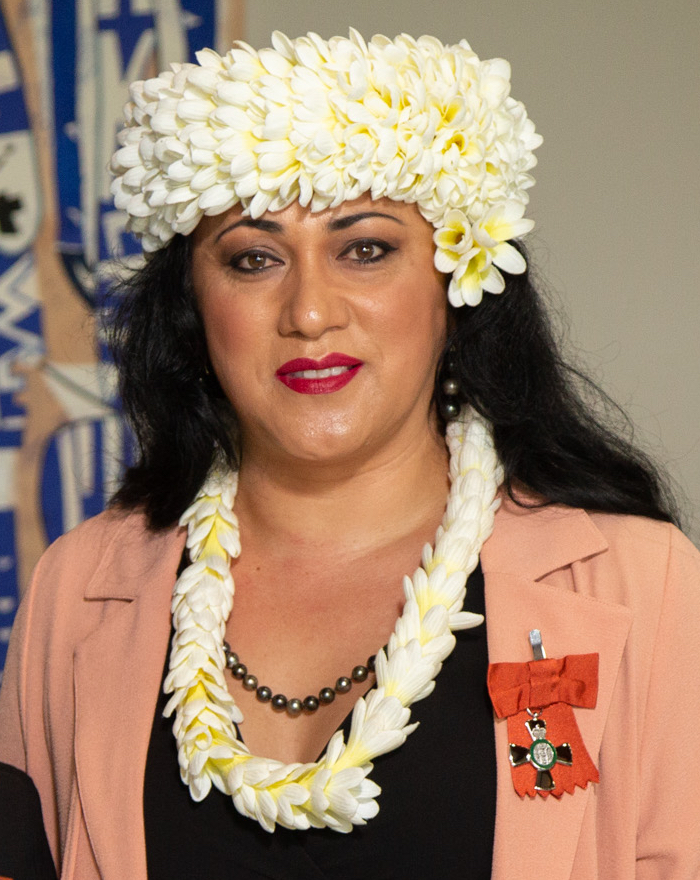
Phylesha Brown-Acton, fakafifine de Niue et militante, a créé en 2010 l'acronyme MVPFAFF pour regrouper les différentes identités de genre d'Océanie.

Dans les langues polynésiennes, le terme fakafafine (et ses variantes) signifie « à la manière des femmes » (du proto-polynésien faka « à la manière de » et du proto-austronésien fafine « femme »). Ce terme est notamment utilisé aux Samoa (fa'afafine), aux Tonga (fakafefine), à Wallis-et-Futuna (fakafafine), aux Kiribati et à Tuvalu (binabinaaine) ou à Niue (fakafifine). Il peut s'agir d'un nom commun pour désigner une personne, d'un verbe pour désigner une action (« se comporter à la manière des femmes »), ou encore d'un adverbe pour qualifier une action. À Tahiti et à Hawaï, le terme māhū est utilisé ; son étymologie est inconnue.
Ces identités ne recoupent pas forcément les classifications occidentales LGBT : certaines personnes se définissent comme femmes, certaines comme transgenre, tandis que d'autres rejettent le terme troisième genre. Certains termes, comme le mot maori takatāpui, sont utilisées pour désigner l'ensemble des personnes LGBTQI, tandis que le mot irawhiti désigne l'ensemble des personnes maories transgenre.
En Nouvelle-Zélande, l'activiste Phylesha Brown-Acton a créé en 2010 l'acronyme MVPFAFF (mahu, vakasalewalewa, palopa, fa'afafine, akava'ine, fakaleiti ou leiti, et fakafifine) pour prendre en compte la diversité des genres dans les sociétés du Pacifique, en plus du terme LGBTQI.

### Terminologie occidentale
Les sources occidentales ont d'abord appelé ces personnes « homosexuels » dans les années 1970 (en les considérant comme des hommes), puis relevant d'un « troisième sexe », puis « transgenres », parfois « efféminés ». Pour Serge Tcherkézoff, cela est problématique car ces désignations s'inscrivent dans un raisonnement binaire (masculin/féminin, hétérosexualité/homosexualité) calqué sur les conceptions occidentales et ne tiennent pas compte des spécificités polynésiennes.
Pour ces mêmes raisons, l'anthropologue Niko Besnier critique l'utilisation du terme berdache, correspondant aux autochtones d'Amérique du Nord, ainsi que des mots « travesti », « transsexuel », « homosexuel » ou « gay ». Besnier choisit d'utiliser l'expression gender-liminal person pour parler de ces individus, et de « gender liminality » (liminalité du genre) pour qualifier le phénomène.

## Historiographie
Les premières sources écrites décrivant les personnes transgenre de Polynésie sont le récit du capitaine William Bligh qui visite Tahiti en 1788 et décrit les mahu comme des « hommes paraissant très efféminés ». Les navigateurs missionnaires européens arrivant dans la région à la fin du XVIIIe siècle et au début du XIXe siècle qui s'intéressent aux questions de genre et de sexualité le font dans un cadre fortement empreint de jugement moral, particulièrement la répression de l'homosexualité (nommée sodomie) en Angleterre pour des raisons religieuses. À cette époque, le phénomène de liminalité du genre est ainsi souvent décrit comme relevant de la déviance ou de la perversion.
Les sources occidentales évoquant le sujet sont en général plus nombreuses pour l'est de la Polynésie (Hawaï, Tahiti, îles Marquises, Nouvelle-Zélande) que pour l'ouest (Tonga, Samoa). Cela ne signifie pas que le phénomène n'existait pas dans les sociétés où il n'est pas mentionné, mais il est très difficile de retracer l'histoire générale de la liminalité de genre en Polynésie en l'absence de sources.
Les premiers anthropologues commencent à étudier le sujet au XXe siècle. À partir des années 1960, des chercheurs américains s'intéressent au phénomène, qui devient rapidement très populaire. En plus des universitaires, de nombreux journalistes écrivent sur ces personnes. Pour Serge Tcherkézoff, ces études, articles et reportages sont profondément marqués par des stéréotypes de genre et des préjugés ethnocentriques de la part d'occidentaux n'ayant pas vécu dans ces sociétés, prisonniers d'une vision binaire du genre et de la sexualité. Ces personnes sont souvent « réduites à un objet de curiosité » et « objet de voyeurisme journalistique ».
Toutefois, des études ethnographiques menées dans les années 2000 et 2010 dans différents territoires de Polynésie s'attachent à donner la parole aux personnes concernées et insistent sur leurs trajectoires de vie : Niko Besnier sur les fakaleiti de Tonga ; Bauer, Campet, Elliston et Grépin sur Tahiti ; Kalissa Alexeyeff sur les 'akava'ine des îles Cook ; Maroua Marmouch sur les fakafafine de Wallis-et-Futuna en Nouvelle-Calédonie ; et Dolgoy, Schmidt et Tcherkézoff sur les fa'afafine de Samoa. Cette thématique est également abordée par les études de genre.
La plupart des études concernent les personnes assignées homme à la naissance ; un phénomène similaire de personnes assignées femmes mais s'identifiant hommes (en tongien fakatagata, en samoan fa'atama) existe, mais il a été très peu étudié.

## Une réalité culturelle régionale
Le phénomène de liminalité du genre se retrouve dans une grande partie de la Polynésie. Ces identités de genre sont un phénomène ancien, attesté par les récits de navigateurs et de missionnaires occidentaux lors du contact au XVIIIe siècle, et qui a évolué au cours des siècles. Néanmoins, des différences existent entre les sociétés polynésiennes, et une grande diversité est présente entre différents individus, selon leur contexte et leurs parcours de vie. Au XXe siècle, ce phénomène est très vivant et a réussi à survivre à la colonisation et à la conversion des populations au christianisme.